# Ирландские путешественники
Ирла́ндские «путеше́ственники» (ирландские скитальцы, странники — англ. Irish Travellers) — кочевая этническая группа  ирландского происхождения, которая проживает в Ирландии, Великобритании и США. Самоназвание — «пэйви» (pavee).
По оценкам 23 тысячи «пэйви» живёт в Ирландии, 15 тысяч в Великобритании и 7 тысяч в Соединённых Штатах Америки.

## Язык, обычаи и происхождение

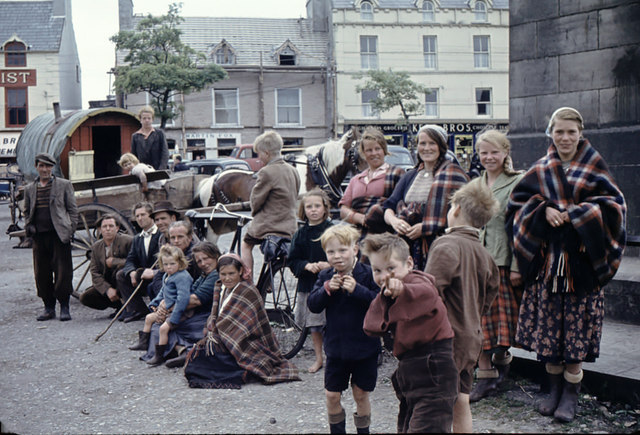
1958 год

Ирландские путешественники чётко выделяются в странах проживания языком и обычаями. Традиционным языком является шелта или кэнт, но они также говорят по-английски с отличительным акцентом и особой манерой.
Вопрос о происхождении ирландских путешественников является предметом дискуссии. Некоторые исследователи считают, что ирландские путешественники произошли от другого кочевого народа, тариш. Ранее распространённым было мнение, что они являются потомками крестьян, обезземеленных во времена покорения Ирландии войсками Оливера Кромвеля и во времена великого голода в Ирландии в 1840-х годах, однако есть доказательства, что «пэйви» населяли Ирландию уже в средневековье. Николай Бессонов полагает трэвеллерс одной из рано отделившихся от остальных цыган цыганской группой, смешавшейся с местной кочевой нецыганской этногруппой вплоть до полного или почти полного генетического, но не культурного растворения. Он отмечает схожесть уклада жизни западноевропейских цыган и путешественников вплоть до обустройства и украшения традиционных повозок. На некоторых сайтах ирландских путешественников указывается сходная точка зрения на происхождение этногруппы.
Точнее всего название этногруппы передаётся словом «кочевники», однако русские переводчики, по сложившейся традиции, обычно называют их цыганами. Кинозрителю ирландские путешественники и их современный образ жизни знакомы по персонажам фильмов «Большой куш», «Шоколад», а также благодаря сериалам The Riches и «Без гроша», где герои представляют именно эту этногруппу.

### Популяционная генетика

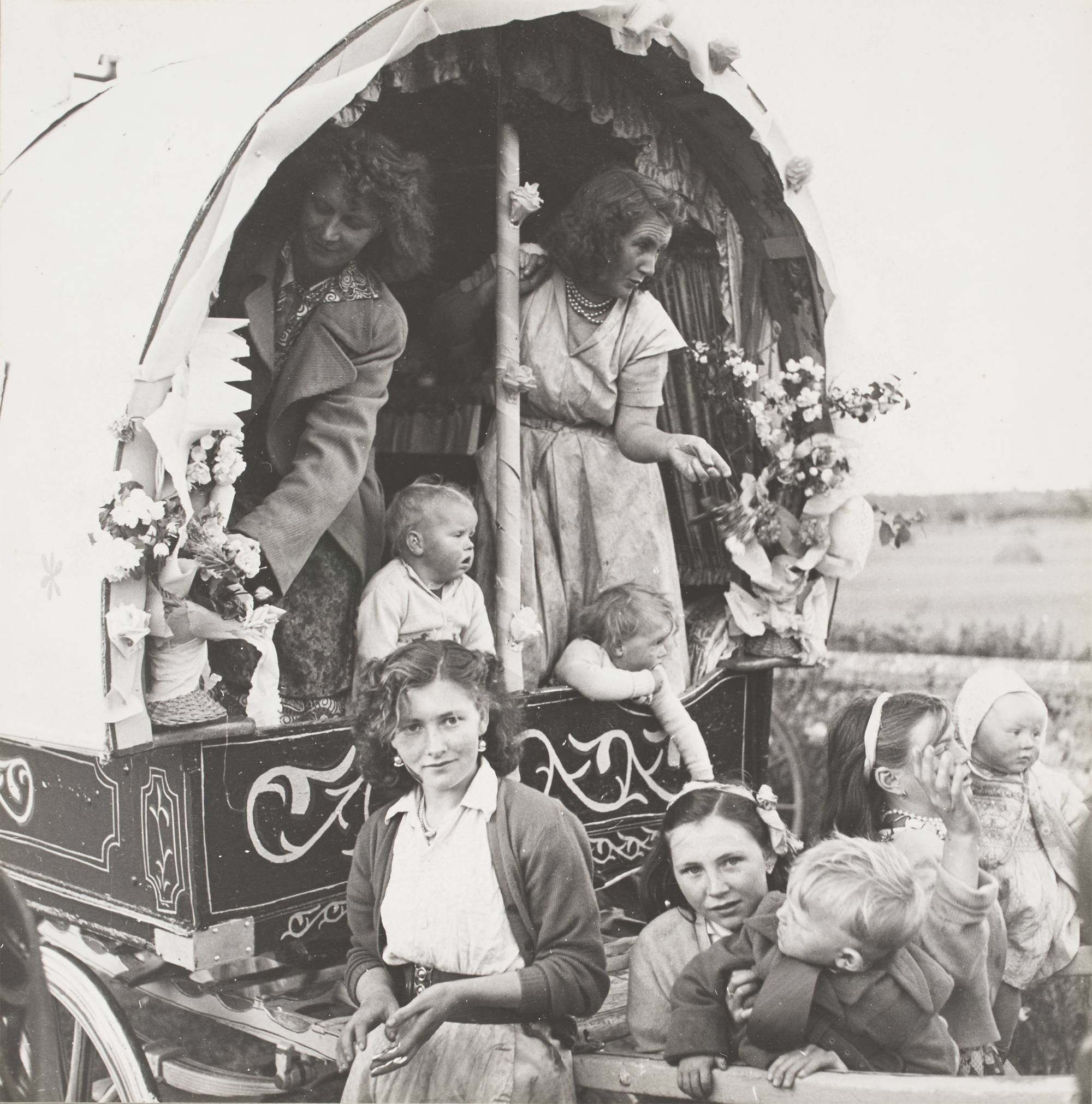
Ирландские путешественники. 1954 год

Данные, полученные в результате генетического анализа ирландских путешественников, позволили сделать три основных вывода: этническая группа имеет ирландское происхождение, состоит из нескольких отдельных подгрупп и, вероятнее всего, возникла в центральных графствах Ирландии, свободных от влияния викингов.
Также было установлено, что мутация гена Q188R обнаружена у 100 % ирландских путешественников и 89 % других ирландцев. Это позволяет сделать вывод, что ирландские путешественники являются исконным населением Ирландии.

### Знаменитые представители
Чемпион мира по версии WBC (2020—2024). Бывший чемпион мира по версиям IBF (2015); WBA (Super), WBO, IBO (2015—2016) Тайсон Фьюри происходит из семьи ирландских путешественников.

## В популярной культуре
- В криминальной драме Гая Ричи «Большой куш» 2000 года показаны примеры нетерпимости британцев по отношению к ирландским путешественникам.
- В мини-сериале Гая Ричи «Джентльмены» 2024 года участие в сюжете принимает группа ирландских путешественников («скитальцев»), осуществляющих контрабанду.